# Дело Надежды Буяновой

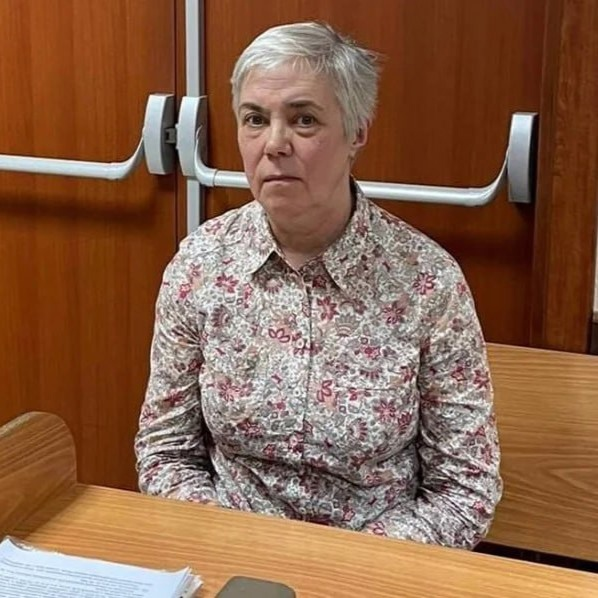
Надежда Буянова

Дело Надежды Буяновой — это уголовное дело против 67-летнего врача-педиатра Надежды Буяновой по обвинению в публичном распространении по мотивам политической ненависти или вражды под видом достоверных сообщений заведомо ложной информации о действиях Вооружённых сил Российской Федерации (пункт «д» часть 2 статьи 207. 3 УК РФ). Дело против врача было возбуждено по распоряжению главы Следственного комитета Александра Бастрыкина.
12 ноября 2024 года судья Ольга Федина приговорила Буянову к сроку в 5,5 лет лишения свободы в колонии.

## Личность подсудимой
Надежда Федоровна Буянова родилась 29 марта в 1956 году в городе Львов, на западе Украины. Её мать родом из Белоруссии, отец по национальности русский. У неё есть старший брат, который старше её на пять лет, он живёт во Львове и работает радиотехником.
В родном городе в 1984 году она окончила медицинский институт.
В 1995 году Буянова переехала в Россию, сначала на Дальний Восток, где работала на скорой помощи, потом в Подмосковье. У Буяновой есть российский паспорт.
Работала дежурным педиатром в московской детской поликлинике № 140 на бульваре Яна Райниса.
На момент ареста проработала врачом около 40 лет.

## Уголовное дело
31 января 2024 года к Буяновой на приём пришла 34-летняя жительница Москвы Анастасия Акиньшина со своим семилетним сыном. Предположительно, между Акиньшиной и Буяновой произошла беседа, которая затем перешла в перепалку. После этого Акиньшина пожаловалась на Буянову заведующей поликлиники, но безрезультатно. По словам Акиньшиной, Буянова оскорбительно отозвалась о её бывшем муже, уроженце Таганрога, военнослужащем Антоне Сеславинском, погибшем в 2023 году в ходе вторжения России на Украину. В частности, москвичка заявила, что Буянова назвала военного «законной целью Украины». Буянова отрицает эти обвинения и говорит, что таких фраз она не произносила. В массмедиа ранее сообщалось, что аудиозапись разговора женщин имеется, однако из-за низкого качества на ней невозможно разобрать, кто и что говорит. На последующих судебных разбирательствах представители поликлиники официально заявили, что у них нет аудиозаписи приёма.
В дальнейшем Акиньшина записала видео в мессенджере Telegram, в котором критически высказалась о Буяновой и опубликовала видео в чате Telegram-канала одной из провоенных блогеров. В своём видео она спрашивала, какие ей следует принять меры против Буяновой. В итоге, москвичка обратилась в полицию и написала на Буянову заявление.
1 февраля видео Акиньшиной появилось в популярном Telegram-канале Mash.
Буянова тем временем сообщила о случившемся своей родственнице, но та посчитала, что ничего серьёзного в этой ситуации нет. Однако на следующий день Буянову в поликлинике уже ждал полицейский. В тот же день Буянову в течение одного дня уволили из поликлиники. В дальнейшем это увольнение было признано незаконным, и Буяновой выплатили компенсацию. На следующий день, 2 февраля 2024 года, сотрудники правоохранительных органов провели обыск у Буяновой, обыск проводился без адвоката, Буянову увозили на допрос. В ходе обыска у Буяновой изъяли её телефон. 3 февраля 2024 года по распоряжению главы Следственного комитета Александра Бастрыкина против Буяновой было возбуждено уголовное дело. Следственный комитет потребовал арестовать врача и отправить в СИЗО, однако Тушинский районный суд Москвы отказал в этом ходатайстве и в качестве меры пресечения избрал Буяновой запрет на пользование телефоном, интернетом и почтой, также ей не разрешалось разговаривать со свидетелями по своему делу. В дальнейшем у Буяновой изъяли паспорт.
26 апреля 2024 года Тушинский районный суд ужесточил меру пресечения и отправил Буянову в СИЗО № 6 «Печатники», где она продолжала находиться последующее время.
2 мая 2024 года дело Надежды Буяновой было передано в суд.

## Суд и приговор
С 15 мая 2024 года по 12 ноября 2024 года над Надеждой Буяновой проходил судебный процесс. Прокурор Евгений Дудин запросил для врача 6 лет лишения свободы общего режима.
Защита Буяновой отмечала, что всё дело выглядит как «слово против слова», поскольку нет никаких прямых доказательств того, что Буянова что-то говорила Акиньшиной, и следствие полагается только на показания Акиньшиной. Согласно приговора суда дополнительным доказательством является переписка из сотового телефона подсудимой
На суде Буянова не признала вину и заявила, что её оговорили.
12 ноября 2024 года судья Ольга Федина приговорила Буянову к сроку в 5,5 лет лишения свободы в колонии. Адвокат Буяновой Оскар Черджиев заявил, что будет подавать обжалование приговора.

## Реакция
Более 150 врачей потребовали освободить Надежду Буянову.
Обозреватель «Новой газеты» Леонид Никитинский обвинил «патриотические телеграм-каналы» в том, что они «растиражировали истерику Акиньшиной» и довели историю до тюремного срока.

## Влияние
Психолог Л. В. Петрановская считает, что дело Буяновой, «про которое знают все», может иметь катастрофические последствия, поскольку психологи при работе с родственниками участников войны не могут чувствовать себя в безопасности из-за того, что за любое неверное слово или взгляд их могут посадить на шесть лет.